# Самервил (Џорџија)
Самервил (Џорџија) (енгл. Summerville) град је у америчкој савезној држави Џорџија. По попису становништва из 2010. у њему је живело 4.534 становника.

## Демографија
Према попису становништва из 2010. у граду је живело 4.534 становника, што је 22 (0,5%) становника мање него 2000. године.
| Група             | 2000.         | 2010.         |
| Белци             | 3.247 (71,3%) | 3.236 (71,4%) |
| Афроамериканци    | 1.153 (25,3%) | 1.103 (24,3%) |
| Азијати           | 7 (0,2%)      | 9 (0,2%)      |
| Хиспаноамериканци | 72 (1,6%)     | 91 (2,0%)     |
| Укупно            | 4.556         | 4.534         |